# Torngatgebergte
Het Torngatgebergte (Engels: Torngat Mountains) bevindt zich op het noordelijke deel van het Canadese schiereiland Labrador. Het gebergte vormt de grens tussen de provincies Newfoundland en Labrador en Québec. Het hoogste punt van de bergketen is de Mount Caubvick met een hoogte van 1.652 meter boven zeeniveau.

## Geografie
Het Torngatgebergte vormt het meest zuidelijke gedeelte van de Arctische Cordillera. De Selamiut Range is een bergketen die deel uitmaakt van het Torngatgebergte en die bestaat uit het meest noordelijke gedeelte ervan. Het gebergte vormt het noordelijke deel van de waterscheiding tussen de Hudsonbaai en de Atlantische Oceaan en alzo ook de grens tussen Québec en Newfoundland en Labrador. Het oostelijke gedeelte behoort tot het autonoom gebied Nunatsiavut.

### Geologie
Het gesteente waaruit het Torngatgebergte bestaat, gneis, behoort tot de oudste op Aarde voorkomende gesteentes. Het is zo'n 3,6 tot 3,9 miljard jaar oud en stamt uit het Precambrium.

### Rivieren
De bergketen vormt het brongebied voor verschillende rivieren zoals Anaktalik Brook en de Fraser.

## Bescherming
De Labradorse kant van het gebergte is beschermd door het Nationaal Park Torngat Mountains. Aan de Québecse kant is het zuidelijke deel van het gebergte beschermd door het Nationaal Park Kuururjuaq, wat een Québecs provinciaal park is.

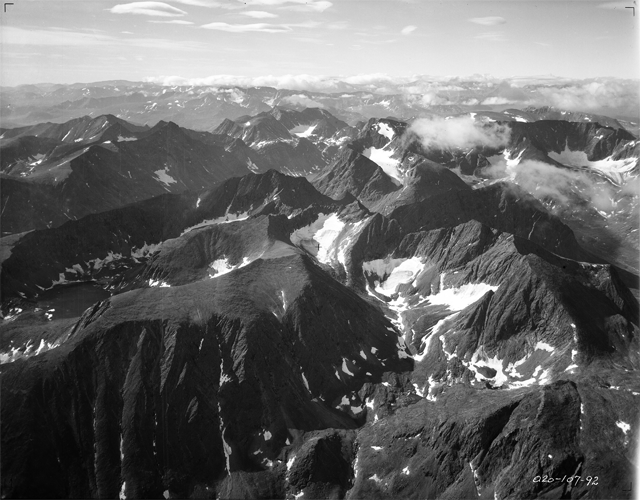
Luchtbeeld van de zogenaamde Four Peaks (oostelijk deel van het gebergte)